# هارومي كور
هارومي كور (باليابانية: 郡 晴己) (مواليد 17 أغسطس 1953)، هو لاعب كرة قدم ياباني متقاعد.

## وصلات خارجية
- J.League Data Site (باليابانية)